# Marele Premiu al Statelor Unite din 2023
Marele Premiu al Statelor Unite din 2023 (cunoscut oficial ca Formula 1 Lenovo United States Grand Prix 2023) a fost o cursă auto de Formula 1 ce s-a desfășurat pe 22 octombrie 2023 pe Circuitul Americilor din Austin, Texas, Statele Unite ale Americii. Cursa a fost cea de-a optsprezecea etapă și al patrulea weekend de Mare Premiu din Campionatul Mondial de Formula 1 al FIA din 2023 care a folosit formatul de sprint.
Max Verstappen a câștigat ambele curse; în cursa principală, Lewis Hamilton și Charles Leclerc au terminat pe locul al doilea și, respectiv, al șaselea, dar au fost descalificați din cauza verificărilor tehnice post-cursă, care au determinat că blocurile lor antiderapante erau uzate excesiv. Datorită acestui fapt, americanul Logan Sargeant a marcat primul său punct din carieră.

## Context
Daniel Ricciardo a revenit după accidentarea suferită în Marele Premiu al Țărilor de Jos, înlocuindu-l astfel pe Liam Lawson la AlphaTauri care a concurat în locul lui Ricciardo în cele cinci Mari Premii anterioare.
Furnizorul de anvelope Pirelli a adus compușii de anvelope C2, C3 și C4 (denumiți dur, mediu și, respectiv, moale) pentru ca echipele să le folosească la eveniment.

## Sprint

### Calificările pentru sprint
Calificările pentru cursa sprint au avut loc sâmbătă, 21 octombrie, cu începere de la ora locală 12:30 UTC-5, 20:30 EEST.
| Poz.                  | Nr. | Pilot            | Constructor                  | Timpi calificări | Timpi calificări | Timpi calificări | Grila sprint |
| Poz.                  | SQ1 | SQ2              | SQ3                          |                  |                  |                  | Grila sprint |
| --------------------- | --- | ---------------- | ---------------------------- | ---------------- | ---------------- | ---------------- | ------------ |
| 1                     | 1   | Max Verstappen   | Red Bull Racing-Honda RBPT   | 1:35,997         | 1:35,181         | 1:34,538         | 1            |
| 2                     | 16  | Charles Leclerc  | Ferrari                      | 1:35,999         | 1:35,386         | 1:34,593         | 2            |
| 3                     | 44  | Lewis Hamilton   | Mercedes                     | 1:36,393         | 1:35,887         | 1:34,607         | 3            |
| 4                     | 4   | Lando Norris     | McLaren-Mercedes             | 1:36,499         | 1:35,594         | 1:34,639         | 4            |
| 5                     | 81  | Oscar Piastri    | McLaren-Mercedes             | 1:36,703         | 1:35,753         | 1:34,894         | 5            |
| 6                     | 55  | Carlos Sainz Jr. | Ferrari                      | 1:36,268         | 1:35,542         | 1:34,939         | 6            |
| 7                     | 11  | Sergio Pérez     | Red Bull Racing-Honda RBPT   | 1:36,347         | 1:35,718         | 1:35,041         | 7            |
| 8                     | 63  | George Russell   | Mercedes                     | 1:36,281         | 1:35,847         | 1:35,199         | 11           |
| 9                     | 23  | Alexander Albon  | Williams-Mercedes            | 1:36,230         | 1:35,947         | 1:35,366         | 8            |
| 10                    | 10  | Pierre Gasly     | Alpine-Renault               | 1:36,595         | 1:35,785         | 1:35,897         | 9            |
| 11                    | 3   | Daniel Ricciardo | AlphaTauri-Honda RBPT        | 1:36,737         | 1:35,978         | N/A              | 10           |
| 12                    | 14  | Fernando Alonso  | Aston Martin Aramco-Mercedes | 1:36,365         | 1:36,087         | N/A              | 12           |
| 13                    | 31  | Esteban Ocon     | Alpine-Renault               | 1:36,372         | 1:36,137         | N/A              | 13           |
| 14                    | 18  | Lance Stroll     | Aston Martin Aramco-Mercedes | 1:36,575         | 1:36,181         | N/A              | 14           |
| 15                    | 24  | Zhou Guanyu      | Alfa Romeo-Ferrari           | 1:36,554         | 1:36,182         | N/A              | 15           |
| 16                    | 27  | Nico Hülkenberg  | Haas-Ferrari                 | 1:36,749         | N/A              | N/A              | 16           |
| 17                    | 20  | Kevin Magnussen  | Haas-Ferrari                 | 1:36,922         | N/A              | N/A              | 17           |
| 18                    | 77  | Valtteri Bottas  | Alfa Romeo-Ferrari           | 1:36,922         | N/A              | N/A              | 18           |
| 19                    | 22  | Yuki Tsunoda     | AlphaTauri-Honda RBPT        | 1:36,945         | N/A              | N/A              | 19           |
| 20                    | 2   | Logan Sargeant   | Williams-Mercedes            | 1:37,186         | N/A              | N/A              | 20           |
| Regula 107%: 1:42,716 |     |                  |                              |                  |                  |                  |              |
| Sursa:                |     |                  |                              |                  |                  |                  |              |

Note
- ^1 – George Russell a primit o penalizare de trei locuri pe grilă pentru împiedicarea lui Charles Leclerc în SQ1.[8][10]
- ^2 – Kevin Magnussen și Valtteri Bottas au stabilit timpi pe tur identici în SQ1. Magnussen a fost clasat în fața lui Bottas, deoarece și-a stabilit timpul mai devreme.[8][11]

### Cursa sprint
Sprintul a avut loc tot pe 21 octombrie 2023, având startul la ora locală 17:00 (UTC-5), 22 octombrie 01:00 EEST, cu distanța de 19 tururi.
| Poz.                                                                                | Nr. | Pilot            | Constructor                  | Tururi | Timp/Retras | Grilă | Puncte |
| ----------------------------------------------------------------------------------- | --- | ---------------- | ---------------------------- | ------ | ----------- | ----- | ------ |
| 1                                                                                   | 1   | Max Verstappen   | Red Bull Racing-Honda RBPT   | 19     | 31:30,849   | 1     | 8      |
| 2                                                                                   | 44  | Lewis Hamilton   | Mercedes                     | 19     | +9,465      | 3     | 7      |
| 3                                                                                   | 16  | Charles Leclerc  | Ferrari                      | 19     | +17,987     | 2     | 6      |
| 4                                                                                   | 4   | Lando Norris     | McLaren-Mercedes             | 19     | +18,863     | 4     | 5      |
| 5                                                                                   | 11  | Sergio Pérez     | Red Bull Racing-Honda RBPT   | 19     | +22,928     | 7     | 4      |
| 6                                                                                   | 55  | Carlos Sainz Jr. | Ferrari                      | 19     | +28,307     | 6     | 3      |
| 7                                                                                   | 10  | Pierre Gasly     | Alpine-Renault               | 19     | +32,403     | 9     | 2      |
| 8                                                                                   | 63  | George Russell   | Mercedes                     | 19     | +34,250     | 11    | 1      |
| 9                                                                                   | 23  | Alexander Albon  | Williams-Mercedes            | 19     | +34,567     | 8     |        |
| 10                                                                                  | 81  | Oscar Piastri    | McLaren-Mercedes             | 19     | +42,403     | 5     |        |
| 11                                                                                  | 31  | Esteban Ocon     | Alpine-Renault               | 19     | +44,986     | 13    |        |
| 12                                                                                  | 3   | Daniel Ricciardo | AlphaTauri-Honda RBPT        | 19     | +45,509     | 10    |        |
| 13                                                                                  | 14  | Fernando Alonso  | Aston Martin Aramco-Mercedes | 19     | +49,086     | 12    |        |
| 14                                                                                  | 22  | Yuki Tsunoda     | AlphaTauri-Honda RBPT        | 19     | +49,733     | 19    |        |
| 15                                                                                  | 27  | Nico Hülkenberg  | Haas-Ferrari                 | 19     | +56,650     | 16    |        |
| 16                                                                                  | 77  | Valtteri Bottas  | Alfa Romeo-Ferrari           | 19     | +1:04,401   | 18    |        |
| 17                                                                                  | 24  | Zhou Guanyu      | Alfa Romeo-Ferrari           | 19     | +1:07,972   | 15    |        |
| 18                                                                                  | 20  | Kevin Magnussen  | Haas-Ferrari                 | 19     | +1:11,122   | 17    |        |
| 19                                                                                  | 2   | Logan Sargeant   | Williams-Mercedes            | 19     | +1:11,449   | 20    |        |
| Ab                                                                                  | 18  | Lance Stroll     | Aston Martin Aramco-Mercedes | 16     | Frâne       | 14    |        |
| Cel mai rapid tur: Max Verstappen (Red Bull Racing-Honda RBPT) – 1:39,060 (turul 2) |     |                  |                              |        |             |       |        |
| Sursa:                                                                              |     |                  |                              |        |             |       |        |

Note
- ^1 – George Russell a terminat cursa pe locul șapte, dar a primit o penalizare de cinci secunde pentru că a părăsit pista și a câștigat un avantaj.[12]
- ^2 – Zhou Guanyu a terminat cursa pe locul 16, dar a primit o penalizare de cinci secunde pentru că a părăsit pista și a câștigat un avantaj.[12]

## Marele Premiu

### Calificări
Calificările pentru Marele Premiu au avut loc pe 20 octombrie 2023, începând cu ora locală 16:00 (UTC-5), 22 octombrie 00:00 EEST.
| Poz.                  | Nr. | Pilot            | Constructor                  | Timpi calificări | Timpi calificări | Timpi calificări | Grila finală |
| Poz.                  | Q1  | Q2               | Q3                           |                  |                  |                  | Grila finală |
| --------------------- | --- | ---------------- | ---------------------------- | ---------------- | ---------------- | ---------------- | ------------ |
| 1                     | 16  | Charles Leclerc  | Ferrari                      | 1:36,061         | 1:35,004         | 1:34,723         | 1            |
| 2                     | 4   | Lando Norris     | McLaren-Mercedes             | 1:35,110         | 1:35,441         | 1:34,853         | 2            |
| 3                     | 44  | Lewis Hamilton   | Mercedes                     | 1:35,091         | 1:35,240         | 1:34,862         | 3            |
| 4                     | 55  | Carlos Sainz Jr. | Ferrari                      | 1:35,824         | 1:35,302         | 1:34,945         | 4            |
| 5                     | 63  | George Russell   | Mercedes                     | 1:36,165         | 1:35,606         | 1:35,079         | 5            |
| 6                     | 1   | Max Verstappen   | Red Bull Racing-Honda RBPT   | 1:35,346         | 1:35,008         | 1:35,081         | 6            |
| 7                     | 10  | Pierre Gasly     | Alpine-Renault               | 1:36,158         | 1:35,496         | 1:35,089         | 7            |
| 8                     | 31  | Esteban Ocon     | Alpine-Renault               | 1:36,131         | 1:35,413         | 1:35,154         | 8            |
| 9                     | 11  | Sergio Pérez     | Red Bull Racing-Honda RBPT   | 1:35,989         | 1:35,679         | 1:35,173         | 9            |
| 10                    | 81  | Oscar Piastri    | McLaren-Mercedes             | 1:36,064         | 1:35,576         | 1:35,467         | 10           |
| 11                    | 22  | Yuki Tsunoda     | AlphaTauri-Honda RBPT        | 1:35,913         | 1:35,697         | N/A              | 11           |
| 12                    | 24  | Zhou Guanyu      | Alfa Romeo-Ferrari           | 1:36,052         | 1:35,698         | N/A              | 12           |
| 13                    | 77  | Valtteri Bottas  | Alfa Romeo-Ferrari           | 1:36,082         | 1:35,858         | N/A              | 13           |
| 14                    | 20  | Kevin Magnussen  | Haas-Ferrari                 | 1:36,009         | 1:35,880         | N/A              | LB           |
| 15                    | 3   | Daniel Ricciardo | AlphaTauri-Honda RBPT        | 1:36,213         | 1:35,974         | N/A              | 14           |
| 16                    | 27  | Nico Hülkenberg  | Haas-Ferrari                 | 1:36,235         | N/A              | N/A              | LB           |
| 17                    | 14  | Fernando Alonso  | Aston Martin Aramco-Mercedes | 1:36,268         | N/A              | N/A              | LB           |
| 18                    | 23  | Alexander Albon  | Williams-Mercedes            | 1:36,315         | N/A              | N/A              | 15           |
| 19                    | 18  | Lance Stroll     | Aston Martin Aramco-Mercedes | 1:36,589         | N/A              | N/A              | LB           |
| 20                    | 2   | Logan Sargeant   | Williams-Mercedes            | 1:36,827         | N/A              | N/A              | 16           |
| Regula 107%: 1:41,747 |     |                  |                              |                  |                  |                  |              |
| Sursa:                |     |                  |                              |                  |                  |                  |              |

Note
- ^1 – Kevin Magnussen s-a calificat pe locul 14, dar a trebuit să înceapă cursa de pe linia boxelor, deoarece elemente cu specificații diferite față de cele utilizate inițial au fost instalate pe mașina lui în condiții de parc închis.[14][15]
- ^2 – Nico Hülkenberg s-a calificat pe locul 16, dar a trebuit să înceapă cursa de pe linia boxelor, deoarece elemente cu specificații diferite față de cele utilizate inițial au fost instalate pe mașina lui în condiții de parc închis.[14][16]
- ^3 – Fernando Alonso s-a calificat pe locul 17, dar a trebuit să înceapă cursa de pe linia boxelor, deoarece elemente cu specificații diferite față de cele utilizate inițial au fost instalate pe mașina lui în condiții de parc închis.[14][17]
- ^4 – Lance Stroll s-a calificat pe locul 19, dar a trebuit să înceapă cursa de pe linia boxelor, deoarece elemente cu specificații diferite față de cele utilizate inițial au fost instalate pe mașina lui în condiții de parc închis.[14][18]

### Cursa
Cursa a avut loc pe 22 octombrie 2023 începând cu ora locală 14:00 (UTC-5), ora 22:00 EEST, având distanța de 56 de tururi.
| Poz.                                                                          | Nr. | Pilot            | Constructor                  | Tururi | Timp/Retras       | Grilă | Puncte |
| ----------------------------------------------------------------------------- | --- | ---------------- | ---------------------------- | ------ | ----------------- | ----- | ------ |
| 1                                                                             | 1   | Max Verstappen   | Red Bull Racing-Honda RBPT   | 56     | 1:35:21,362       | 6     | 25     |
| 2                                                                             | 4   | Lando Norris     | McLaren-Mercedes             | 56     | +10,730           | 2     | 18     |
| 3                                                                             | 55  | Carlos Sainz Jr. | Ferrari                      | 56     | +15,134           | 4     | 15     |
| 4                                                                             | 11  | Sergio Pérez     | Red Bull Racing-Honda RBPT   | 56     | +18,460           | 9     | 12     |
| 5                                                                             | 63  | George Russell   | Mercedes                     | 56     | +24,999           | 5     | 10     |
| 6                                                                             | 10  | Pierre Gasly     | Alpine-Renault               | 56     | +47,996           | 7     | 8      |
| 7                                                                             | 18  | Lance Stroll     | Aston Martin Aramco-Mercedes | 56     | +48,696           | LB    | 6      |
| 8                                                                             | 22  | Yuki Tsunoda     | AlphaTauri-Honda RBPT        | 56     | +1:14,385         | 11    | 5      |
| 9                                                                             | 23  | Alexander Albon  | Williams-Mercedes            | 56     | +1:26,714         | 15    | 2      |
| 10                                                                            | 2   | Logan Sargeant   | Williams-Mercedes            | 56     | +1:27,998         | 16    | 1      |
| 11                                                                            | 27  | Nico Hülkenberg  | Haas-Ferrari                 | 56     | +1:29,904         | LB    |        |
| 12                                                                            | 77  | Valtteri Bottas  | Alfa Romeo-Ferrari           | 56     | +1:38,601         | 13    |        |
| 13                                                                            | 24  | Zhou Guanyu      | Alfa Romeo-Ferrari           | 55     | +1 tur            | 12    |        |
| 14                                                                            | 20  | Kevin Magnussen  | Haas-Ferrari                 | 55     | +1 tur            | LB    |        |
| 15                                                                            | 3   | Daniel Ricciardo | AlphaTauri-Honda RBPT        | 55     | +1 tur            | 14    |        |
| Ab                                                                            | 14  | Fernando Alonso  | Aston Martin Aramco-Mercedes | 49     | Avarii            | LB    |        |
| Ab                                                                            | 81  | Oscar Piastri    | McLaren-Mercedes             | 10     | Avarii            | 10    |        |
| Ab                                                                            | 31  | Esteban Ocon     | Alpine-Renault               | 6      | Avarii            | 8     |        |
| DSC                                                                           | 44  | Lewis Hamilton   | Mercedes                     | 56     | Bloc antiderapant | 3     |        |
| DSC                                                                           | 16  | Charles Leclerc  | Ferrari                      | 56     | Bloc antiderapant | 1     |        |
| Cel mai rapid tur: Yuki Tsunoda (AlphaTauri-Honda RBPT) – 1:38,139 (turul 56) |     |                  |                              |        |                   |       |        |
| Sursa:                                                                        |     |                  |                              |        |                   |       |        |

Note
- ^1 – Include un punct pentru cel mai rapid tur.[20]
- ^2 – Alexander Albon a primit o penalizare de cinci secunde pentru depășirea limitelor pistei. Poziția sa finală nu a fost afectată de penalizare.[19]
- ^3 – Lewis Hamilton și Charles Leclerc au terminat pe locul al doilea, respectiv al șaselea, dar au fost descalificați pentru uzura excesivă a blocurilor antiderapante din spate.[19]

## Clasamentele campionatelor după cursă
|        | Poz. | Pilot            | Pct. |
| ------ | ---- | ---------------- | ---- |
|        | 1    | Max Verstappen*  | 466  |
|        | 2    | Sergio Pérez     | 240  |
|        | 3    | Lewis Hamilton   | 201  |
|        | 4    | Fernando Alonso  | 183  |
|        | 5    | Carlos Sainz Jr. | 171  |
| Sursa: |      |                  |      |

|        | Poz. | Constructor                  | Pct. |
| ------ | ---- | ---------------------------- | ---- |
|        | 1    | Red Bull Racing-Honda RBPT*  | 706  |
|        | 2    | Mercedes                     | 344  |
|        | 3    | Ferrari                      | 322  |
| 1      | 4    | McLaren-Mercedes             | 242  |
| 1      | 5    | Aston Martin Aramco-Mercedes | 236  |
| Sursa: |      |                              |      |

- Notă: Doar primele cinci locuri sunt prezentate în ambele clasamente.
- Concurenții îngroșați și marcați cu un asterisc sunt campionii mondiali din 2023.